# 八幡大橋（東陵高校）駅
八幡大橋（東陵高校）駅（はちまんおおはし（とうりょうこうこう）えき）は、宮城県気仙沼市東八幡前にある、東日本旅客鉄道（JR東日本）大船渡線BRT（バス高速輸送システム）のバス停留所である。
『JR時刻表』のさくいん地図および『鉄道要覧』では単に「八幡大橋」と表記されているが、案内上は括弧内を含めた駅名として扱われている。

## 歴史
当駅は気仙沼市による請願駅であり、同市内では初となるBRTの新駅である。当駅近くにある東陵高等学校への通学や商業施設での買い物の利便性を高めるために設置された。

### 年表
- 2017年（平成29年）4月1日：開業[2]。

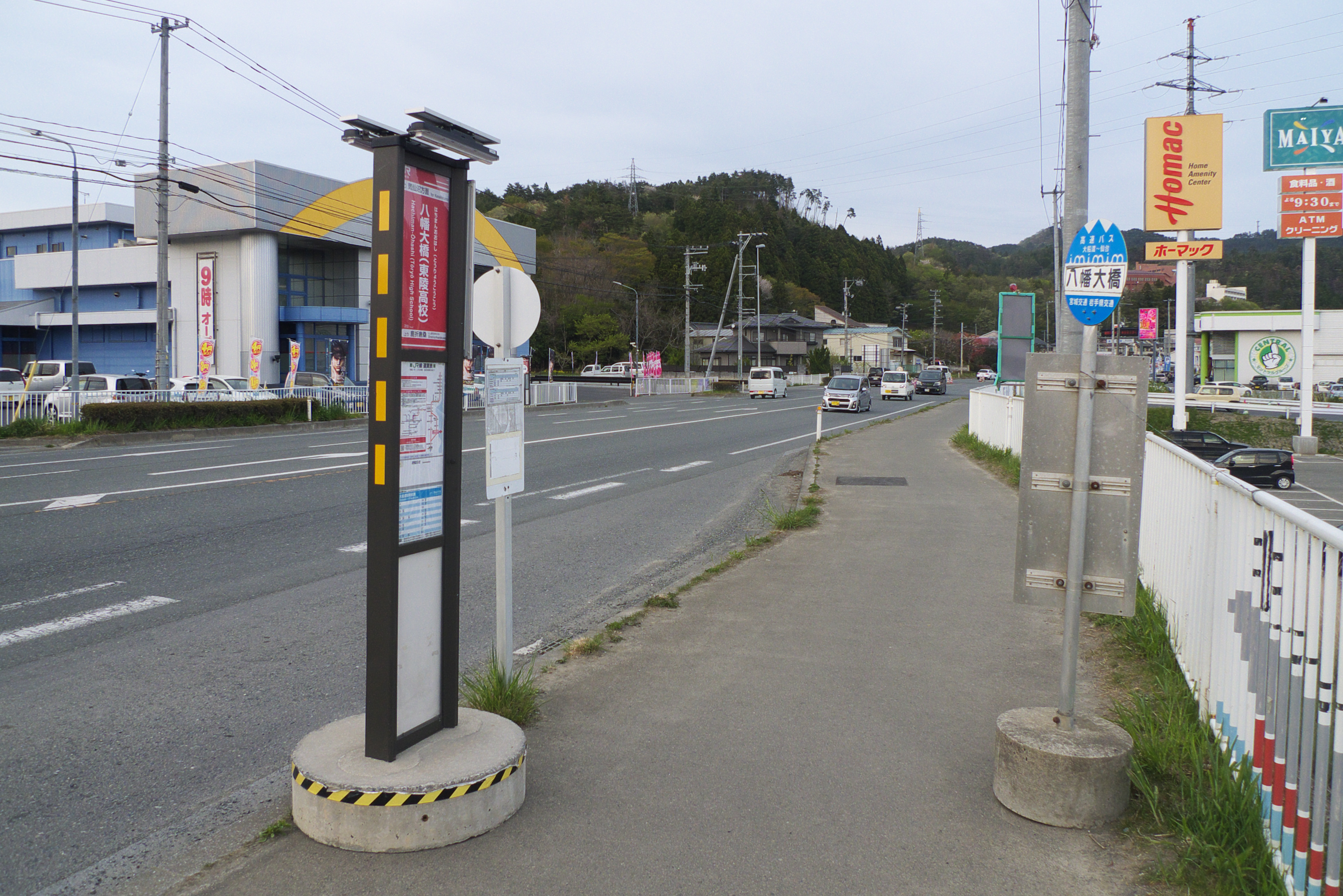
開業時の気仙沼方面のりば（2017年5月）

## 駅構造
国道45号上のバスベイ型停留所で、気仙沼方面の乗降場のみ上屋が設置されている。
待合室・ベンチ等は設置されていない。

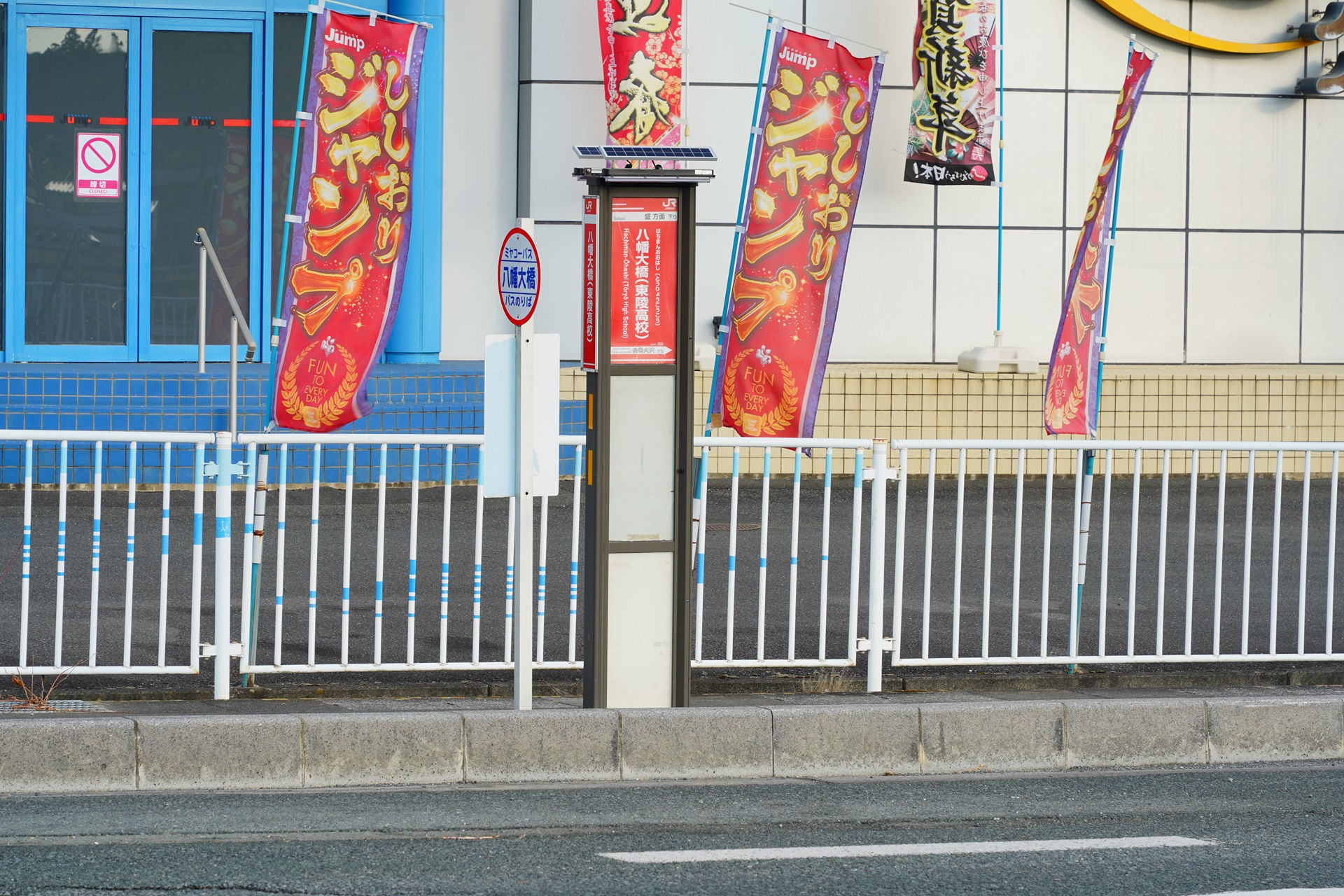
盛方面のりば（2025年1月）

## 利用状況
JR東日本によると、2023年度（令和5年度）の1日平均乗車人員は12人である。
開業後の推移は以下のとおりである。
| 乗車人員推移       | 乗車人員推移     | 乗車人員推移   |
| 年度               | 1日平均 乗車人員 | 出典           |
| ------------------ | ---------------- | -------------- |
| 2017年（平成29年） | 11               | [ 利用客数 2 ] |
| 2018年（平成30年） | 18               | [ 利用客数 3 ] |
| 2019年（令和元年） | 17               | [ 利用客数 4 ] |
| 2020年（令和02年） | 6                | [ 利用客数 5 ] |
| 2021年（令和03年） | 7                | [ 利用客数 6 ] |
| 2022年（令和04年） | 11               | [ 利用客数 7 ] |
| 2023年（令和05年） | 12               | [ 利用客数 1 ] |

## 駅周辺
当駅は鹿折唐桑駅から北東約900メートルの国道45号（東浜街道と気仙沼バイパスの合流点近辺）上にあり、ミヤコーバス「八幡大橋」バス停留所と同じ場所に位置する。
- ミヤコーバス「八幡大橋」停留所
- 宮城県道・岩手県道34号気仙沼陸前高田線
- 気仙沼鹿折郵便局
- 気仙沼市立鹿折小学校
- 気仙沼市立鹿折中学校
- 気仙沼警察署鹿折駐在所
- 東陵高等学校

## 隣の停留所
東日本旅客鉄道（JR東日本）
■大船渡線BRT
□快速・■普通
鹿折唐桑駅 - 八幡大橋（東陵高校）駅 - 唐桑大沢駅

### 記事本文
1. 1 2  「＜BRT＞気仙沼に新駅 17年4月から使用」『河北新報』2016年12月21日。2016年12月22日時点のオリジナルよりアーカイブ。2016年12月24日閲覧。
2. ↑  「大船渡線BRT「八幡大橋（東陵高校）駅」開業のお知らせ (PDF)」（プレスリリース）、東日本旅客鉄道盛岡支社、2016年12月20日。2017年4月1日時点のオリジナル (PDF)よりアーカイブ。2016年12月20日閲覧。
3. ↑  「大船渡線BRTに新駅 気仙沼市内」『岩手日報』2016年12月21日。2016年12月22日時点のオリジナルよりアーカイブ。2016年12月24日閲覧。

### 利用状況
1. 1 2  「BRT駅別乗車人員（2023年度）| 企業サイト：JR東日本」東日本旅客鉄道。2025年6月24日閲覧。
2. ↑  「BRT駅別乗車人員（2017年度）：JR東日本」東日本旅客鉄道。2025年6月24日閲覧。
3. ↑  「BRT駅別乗車人員（2018年度）：JR東日本」東日本旅客鉄道。2025年6月24日閲覧。
4. ↑  「BRT駅別乗車人員（2019年度）：JR東日本」東日本旅客鉄道。2025年6月24日閲覧。
5. ↑  「BRT駅別乗車人員（2020年度）| 企業サイト：JR東日本」東日本旅客鉄道。2025年6月24日閲覧。
6. ↑  「BRT駅別乗車人員（2021年度）| 企業サイト：JR東日本」東日本旅客鉄道。2025年6月24日閲覧。
7. ↑  「BRT駅別乗車人員（2022年度）| 企業サイト：JR東日本」東日本旅客鉄道。2025年6月24日閲覧。